# Camilo Vargas
Camilo Andrés Vargas Gil (ur. 9 marca 1989 w Bogocie) – kolumbijski piłkarz występujący na pozycji bramkarza, reprezentant Kolumbii, od 2019 roku zawodnik meksykańskiego Atlasu.

## Kariera klubowa
Vargas pochodzi ze stołecznego miasta Bogota i jest wychowankiem tamtejszego klubu Independiente Santa Fe. Do seniorskiej drużyny został włączony jako osiemnastolatek przez szkoleniowca Pedro Sarmiento i w Categoría Primera A zadebiutował 11 marca 2007 w wygranym 2:1 spotkaniu z La Equidad, kiedy to w 75. minucie zastąpił między słupkami ukaranego czerwoną kartką Óscara Castro. W 2009 roku zdobył ze swoją drużyną krajowy puchar – Copa Colombia, lecz pozostawał wówczas jedynie rezerwowym dla klubowej legendy – starszego o piętnaście lat Agustína Julio. Rywalizację z nim wygrał dopiero w sierpniu 2011, kiedy to został pierwszym golkiperem zespołu. Premierowego gola w najwyższej klasie rozgrywkowej strzelił 23 listopada tego samego roku w wygranych 1:0 derbach miasta z Millonarios, kiedy to trafił do siatki po rzucie rożnym w doliczonym czasie gry. W wiosennym sezonie Apertura 2012 wywalczył z Santa Fe swój pierwszy tytuł mistrza Kolumbii, a rok później, w rozgrywkach Apertura 2013 zanotował wicemistrzostwo kraju. W tym samym roku triumfował także w superpucharze kraju – Superliga Colombiana.

## Kariera reprezentacyjna
W 2009 roku Vargas został powołany przez szkoleniowca José Hélmera Silvę do reprezentacji Kolumbii U-20 na Młodzieżowe Mistrzostwa Ameryki Południowej. Tam początkowo pełnił rolę podstawowego golkipera i wystąpił w pierwszych pięciu spotkaniach, przepuszczając w nich pięć goli, lecz potem stracił pewne miejsce w bramce na rzecz Andrésa Mosquery, który bronił w ostatnich czterech meczach. Jego kadra awansowała z trzeciego miejsca do rundy finałowej, gdzie jednak zajęła piątą, przedostatnią lokatę, przez co nie zakwalifikowała się na Mistrzostwa Świata U-20 w Egipcie.